# 內江戰鬥
內江戰鬥發生於1925年3月7日－4月20日，地點則是在中國川南。是北洋政府時期內戰之一，也是川軍內部動亂所發生的戰役之一，其交戰原因為爭取井鹽生產地，交戰兩方則為楊森部及劉文輝部。